# Hyphalus taekoae
Hyphalus taekoae is een keversoort uit de familie dwergpilkevers (Limnichidae). De wetenschappelijke naam van de soort werd in 1997 gepubliceerd door Satô.